# 24 de Febrero, Morelos
24 de Febrero är en ort i Mexiko.   Den ligger i kommunen Puente de Ixtla och delstaten Morelos, i den sydöstra delen av landet, 90 km söder om huvudstaden Mexico City. 24 de Febrero ligger 937 meter över havet och antalet invånare är 541.
Terrängen runt 24 de Febrero är platt österut, men västerut är den kuperad. Runt 24 de Febrero är det ganska tätbefolkat, med 214 invånare per kvadratkilometer. Närmaste större samhälle är Puente de Ixtla, 2,7 km söder om 24 de Febrero. Omgivningarna runt 24 de Febrero är en mosaik av jordbruksmark och naturlig växtlighet.